# Daniel Paschasius von Osterberg
Daniel Paschasius von Osterberg (ur. 1634 w Opawie, zm. 1711 w Wambierzycach) – właściciel wsi Wambierzyce i fundator pomysłu rozbudowy wambierzyckiego sanktuarium maryjnego i przekształcenia całej miejscowości w "śląską Jerozolimę".
Urodził się jako Daniel Paschasius w Opawie, jako syn Jeremiasza, mieszczanina, członka rady miejskiej i hofmistrz dworu Michała hrabiego von Althanna. Kształcił się na studiach prawniczych w Pradze. Po zdobyciu wykształcenia służył jako ochmistrz u rodziny hrabiów Althann w Międzylesiu, gdzie dorobił się majątku, który powiększył jeszcze przez ślub z bogatą narzeczoną. W 1674 został nobilitowany przez cesarza Leopolda I tytułem hrabiowskim i nazwiskiem von Osterberg. Wówczas rodzina Althann podarowała mu wieś Gorzuchów, leżącą niedaleko Wambierzyc. W latach 1675-77 kupił Wambierzyce i majątek (dolny i górny folwark) z zamkiem w Ratnie Dolnym.
Osterberg postanowił, pod wpływem przeczytanych lektur opisujących dawną Jerozolimę z czasów Salomona, odtworzyć święte miasto na ziemi kłodzkiej. Prawdopodobnie wyjechał na Górne Łużyce, do Görlitz aby zainspirować się kopią Bożego Grobu z Jerozolimy, wykonaną przez Georga Emmericha. Najlepszym miejscem były Wambierzyce, miejscowość pielgrzymkowa i sanktuarium maryjne. Podobno w dniu 30 maja 1679 nad wambierzyckim kościołem roztoczył się nieziemski blask zorzy trwający do późnych godzin nocnych. Osterberg przyjął to jako impuls do pracy nad rozbudową centrum pielgrzymkowego. Sprowadził wybitnych architektów, stworzył koncepcję inscenizacji misteriów pasyjnych i zapoczątkował budowę najdłuższej kalwarii na Śląsku (ponad 80 stacji). Również główny kościół w Wambierzycach został zbudowany z inicjatywy Osterberga i poświęcony w 1710, jednak już po jego śmierci zaczęły się walić wieże kościelne. Kościół odbudowano na nowo, pozostawiając starą fasadę, bez wież.
Był żonaty z Elżbietą Symforozą (ur. 1639) z Traćiśte, z którą miał trzy córki i dwóch synów:
- Anna Konstancja była żoną Antoniego Wacława hr. von Oppersdorffa,
- Elżbieta Teresa (1675-1738) od 1692 była żoną Piotra Jarosława hrabiego von Cellari (zm. 1727) z Lublińca
- Maria (Marta) Katarzyna Beatryks (ur. 1683) od 1711 była żoną Jana Baptysty Wincentego bar. Pilati von Thassul. Wł. wsi Rudnik;
- Jan Antoni, baron od 1739, w 1715 sprzedał Wambierzyce, w 1744 Ratno.  W 1725 kupił Bratowice[3]

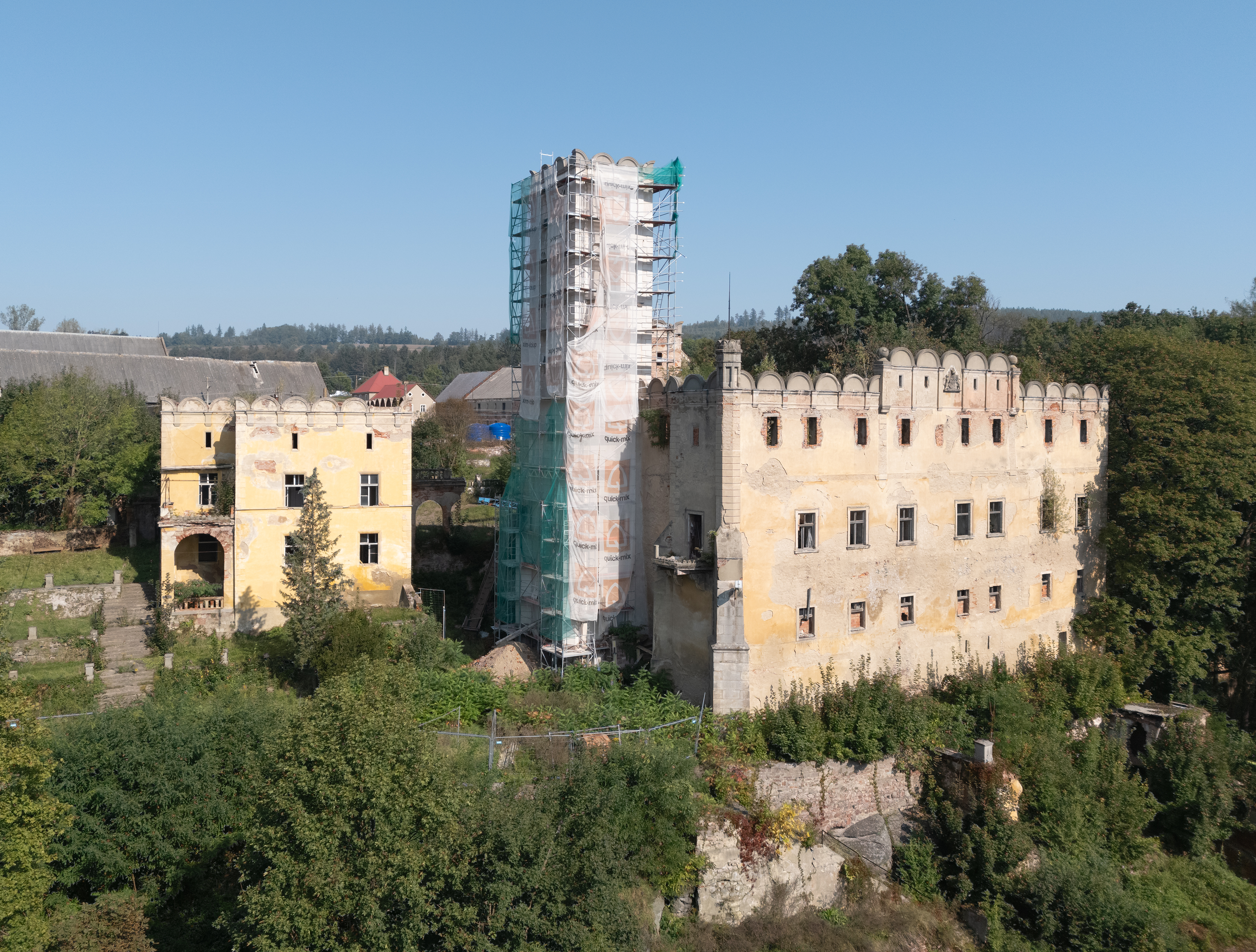
Zamek w Ratnie Dolnym
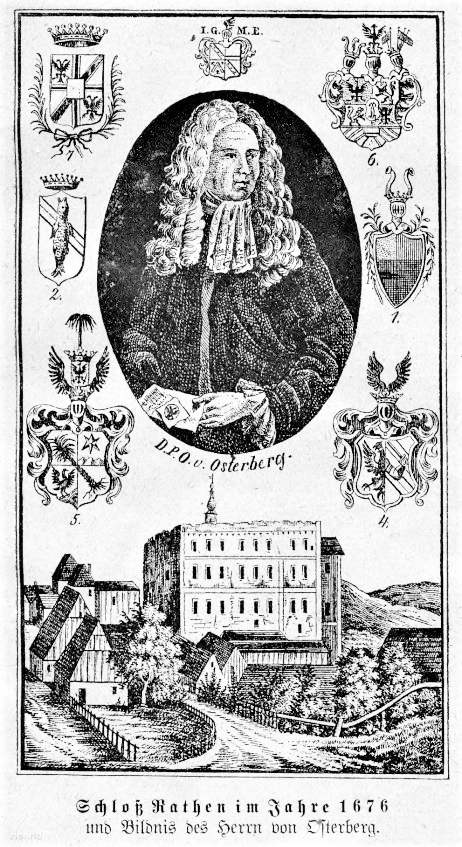
Zamek w Ratnie Dolnym
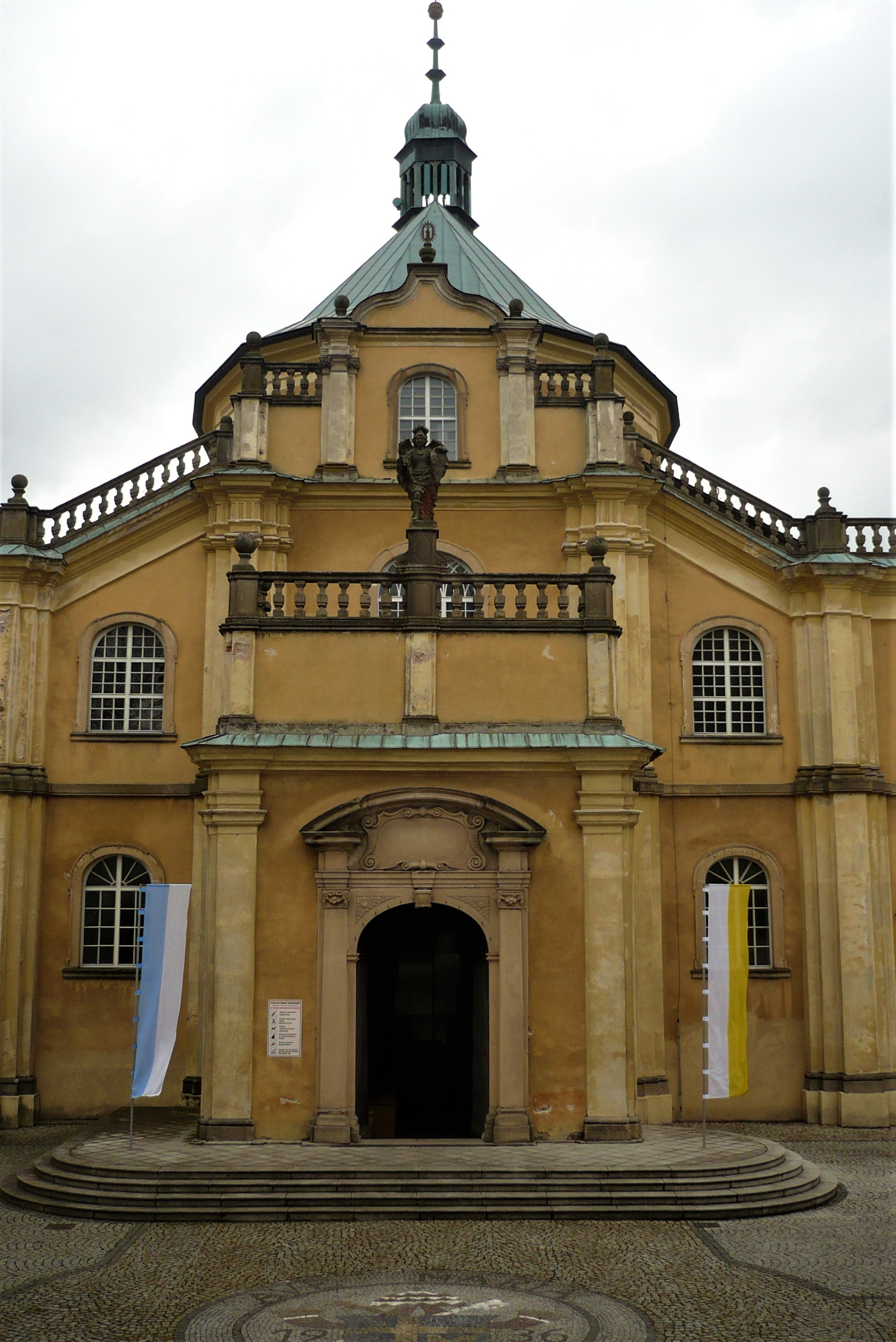
Tył bazyliki w Wambierzycach